# Digital Integration
Digital Integration war ein britisches Entwicklerstudio, das Dave Marschall und Rod Swift 1982 gegründet hatten. Zunächst wurden Spiele ausschließlich für die Heimcomputer von Sinclair Research hergestellt, ab 1984 dann auch für andere Plattformen. In den späten 80er Jahren verlagerte sich das Engagement zunehmend hin zu Spielen für PCs. Mit ihren Flugsimulationen und Rennspielen stieg Digital Integration zum führenden europäischen Entwickler für Simulationen mit 3D-Grafik auf. Ende der 1990er-Jahre wurde Digital Integration von Titus Interactive übernommen und mit deren Insolvenz 2005 aufgelöst.

## Ludographie
- Fighter Pilot (1983)
- Night Gunner (1982)
- Tomahawk (1985)
- TT Racer (1986)
- F-16 Combat Pilot (1989)
- Air Strike USA (1990)
- Extreme (1991)
- Tornado (1993)
- Apache Longbow (1995)
- Hind (1996)
- F/A-18E Super Hornet (2000)
- Top Gun: Combat Zones (2001)